# Сейнь
Сейнь, Сейні (рум. Seini) — місто у повіті Марамуреш в Румунії. Адміністративно місту підпорядковані такі села (дані про населення за 2002 рік):
- Віїле-Апей (742 особи)
- Себіша (871 особа)

Місто розташоване на відстані 427 км на північний захід від Бухареста, 23 км на захід від Бая-Маре, 110 км на північ від Клуж-Напоки.

## Населення
За даними перепису населення 2002 року у місті проживали 10 105 осіб.
Національний склад населення міста:
| Національність | Кількість осіб | Відсоток |
| -------------- | -------------- | -------- |
| румуни         | 8083           | 80,0%    |
| угорці         | 1780           | 17,6%    |
| цигани         | 141            | 1,4%     |
| німці          | 66             | 0,7%     |
| українці       | 33             | 0,3%     |
| євреї          | 2              | < 0,1%   |

Рідною мовою назвали:
| Мова       | Кількість осіб | Відсоток |
| ---------- | -------------- | -------- |
| румунська  | 8175           | 80,9%    |
| угорська   | 1761           | 17,4%    |
| циганська  | 141            | 1,4%     |
| німецька   | 20             | 0,2%     |
| українська | 6              | 0,1%     |
| турецька   | 1              | < 0,1%   |
| чеська     | 1              | < 0,1%   |

Склад населення міста за віросповіданням:
| Релігія                                       | Кількість осіб | Відсоток |
| --------------------------------------------- | -------------- | -------- |
| православні                                   | 6929           | 68,6%    |
| реформати                                     | 1213           | 12,0%    |
| греко-католики                                | 817            | 8,1%     |
| римо-католики                                 | 740            | 7,3%     |
| баптисти                                      | 159            | 1,6%     |
| п'ятдесятники                                 | 53             | 0,5%     |
| адвентисти                                    | 38             | 0,4%     |
| не релігійні                                  | 3              | < 0,1%   |
| унітарії                                      | 2              | < 0,1%   |
| лютерани (Синодально-пресвітеріанська церква) | 2              | < 0,1%   |
| юдеї                                          | 1              | < 0,1%   |
| не вказали релігію                            | 2              | < 0,1%   |

## Зовнішні посилання
- Дані про місто Сейнь на сайті Ghidul Primăriilor [Архівовано 12 березня 2009 у Wayback Machine.]